# Lãnh thổ châu Nam Cực thuộc Úc
Lãnh thổ châu Nam Cực thuộc Úc (tiếng Anh: Australian Antarctic Territory) là một phần của châu Nam Cực. Vương quốc Anh từng đòi chủ quyền khu vực này và đặt dưới quyền điều hành của Thịnh vượng chung Úc năm 1933. Đây là lãnh thổ lớn nhất ở Nam Cực bị đòi chủ quyền. Từ khi Hiệp ước Nam Cực có hiệu lực năm 1961, Điều 1 nêu rõ "Hiệp ước không công nhận, tranh cãi hay xác lập bất cứ yêu cầu chủ quyền lãnh thổ nào, sẽ không có yêu cầu lãnh thổ nào được xác nhận khi hiệp ước còn hiệu lực", hầu hết các quốc gia trên thế giới không công nhận những đòi hỏi lãnh thổ ở Nam Cực của bất cứ quốc gia nào.

## Phân chia hành chính
Lãnh thổ này được chia thành 9 quận, bao gồm:
| STT | Quận                    | Diện tích (km²) | Ranh giới phía tây | Ranh giới phía đông |
| --- | ----------------------- | --------------- | ------------------ | ------------------- |
| 1   | Enderby Land            |                 | 045° Đ             | 056°25' Đ           |
| 2   | Kemp Land               |                 | 056°25' Đ          | 059°34' Đ           |
| 3   | Mac. Robertson Land     |                 | 059°34' Đ          | 072°35' Đ           |
| 4   | Princess Elizabeth Land |                 | 072°35' Đ          | 087°43' Đ           |
| 5   | Kaiser Wilhelm II Land  |                 | 087°43' Đ          | 091°54' Đ           |
| 6   | Queen Mary Land         |                 | 091°54' Đ          | 100°30' Đ           |
| 7   | Wilkes Land             | 2.600.000       | 100°30' Đ          | 136°11' Đ           |
| 8   | George V Land           |                 | 142°02' Đ          | 153°45' Đ           |
| 9   | Oates Land              |                 | 153°45' Đ          | 160°00' Đ           |

## Chủ quyền
Yêu cầu đòi chủ quyền của Úc đối với Lãnh thổ châu Nam Cực thuộc Úc chỉ được bốn quốc gia công nhận gồm Vương quốc Anh, New Zealand, Pháp và Na Uy. Trong các quốc gia không công nhận đòi hỏi chủ quyền của Úc đáng chú ý có Nhật Bản. Nhật Bản cũng không công nhận đòi hỏi chủ quyền của Úc đối với vùng biển thuộc Lãnh thổ châu Nam Cực thuộc Úc - nơi mà Nhật Bản thực hiện việc đánh bắt cá voi.